# Sterflats (Wageningen)

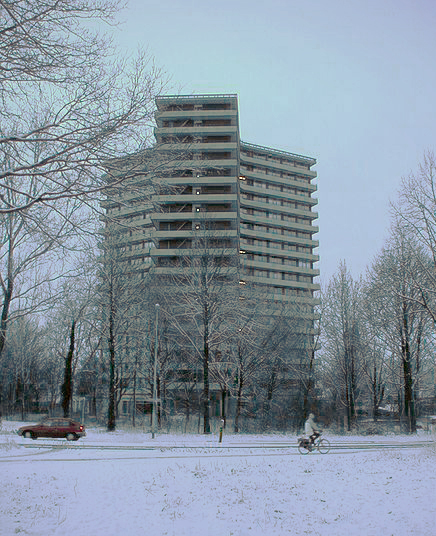
De Wageningse sterflat Asserpark in de sneeuw vanaf de Mansholtlaan, 29 januari 2004.

De sterflats in Wageningen worden gekenmerkt door hun radiale (Y-vormige) plattegrond. Door hun afwijkende vorm en hun situering aan de rand van de bebouwde kom zijn ze een markant onderdeel van de skyline van de stad. Van de oorspronkelijke zeven flats staan er nog zes overeind. Vier van deze zes flats spelen een belangrijke rol in de huisvesting van studenten van de Wageningen Universiteit en in het verleden ook voor studenten van Hogeschool Diedenoord en Hogeschool Van Hall Larenstein.

## Geschiedenis
In het bredere kader van de modernisering van de stad, die onder leiding van burgemeester Maarten de Niet met voortvarendheid werd aangepakt, werd een begin gemaakt met de bouw van flats waarvan de plattegrond een ster vormde. In het hart van de flats bevindt zich het trappenhuis, en in de drie vleugels de wooncomplexen.
De eerste twee sterflats met appartementen werden in de jaren zestig van de 20e eeuw gebouwd aan de zuidwestzijde van de stad, langs de uitvalsweg naar Rhenen. Het betreft hier de volgende sterflats:
- Albardaweg - 51° 57′ 40″ NB, 5° 38′ 51″ OL
- Thorbeckestraat - 51° 57′ 58″ NB, 5° 39′ 10″ OL

In de eerste bevinden zich koopappartementen in het goedkope segment, in de tweede huurappartementen. Het enthousiasme van de kopers viel tegen, waardoor men gedwongen werd de twee sterflats die nog in de planning waren, voor studenten te bestemmen. Architect Tol ontwierp de omvorming van de gebouwen.
Tussen 1969 en 1978 verrezen vervolgens vijf sterflats met studentenkamers langs de toenmalige noordrand van de bebouwde kom:
- Asserpark (1967-1969) - 51° 58′ 44″ NB, 5° 40′ 47″ OL[2]
- Hoevestein (1970) - 51° 58′ 55″ NB, 5° 40′ 21″ OL
- Bornsesteeg (1973) - 51° 58′ 53″ NB, 5° 39′ 48″ OL
- Dijkgraaf (1977) - 51° 58′ 49″ NB, 5° 39′ 25″ OL
- Rijnsteeg (1978) - 51° 58′ 42″ NB, 5° 38′ 59″ OL

De flats worden aangeduid met de straten waaraan zij gesitueerd zijn. De sterflats Hoevestein, Bornsesteeg en Dijkgraaf zijn voorzien van bushaltes (één bushalte per richting per flat) van de Valleilijn die de naam van de flats hebben gekregen.
Tijdens de bouw van Asserpark in september 1968 maakte de tramlijn Ede - Wageningen zijn laatste rit. De locomotief was van het type Bello. De herinnering aan deze lijn, die over het terrein van de flat liep en waarvan de rails pas enige jaren later werden opgeruimd, wordt levend gehouden door het logo van de flatkroeg en de foto's in de nabijgelegen snackbar Gerard's Corner.
Al in het laatste decennium van de 20e eeuw werd gesproken over sloop. De uiteindelijke plannen werden uiteindelijk pas later of tot op heden nog niet uitgevoerd. Rijnsteeg, de enige flat waaraan in zijn bestaan geen groot onderhoud werd gepleegd, werd in 2006 na enige maatschappelijke discussie over herbestemming afgebroken. Het jaar ervoor werd bekendgemaakt, dat Asserpark zeker nog tot 2015 zal blijven staan. Anno 2024 staat Asserpark er nog steeds.

## Verschillen
Asserpark en Hoevestein, de twee oudste sterflats voor studenten, bestaan uit 16 verdiepingen. Elke vleugel had aanvankelijk 8 kamers, doch later werd besloten om een van de kamers in de C-vleugel te verbouwen tot woonkamer. In tegenstelling tot beide andere vleugels had de C-vleugel namelijk geen gezamenlijke woonkamer. De kamers in beide flats variëren in grootte tussen de 12 en 14 vierkante meter en beide flats kunnen 368 studenten herbergen. Op de begane grond van Asserpark bevinden zich naast het kantoor van de huismeester, een multifunctionele ruimte en fietsbergingen bovendien enkele woningen, die van buitenaf toegankelijk zijn. Een van de woningen werd van 1973 tot 1985 door de huismeester bewoond. Een aantal kamers op een tussenverdieping tussen de begane grond en de eerste etage wordt als tijdelijk logeeradres verhuurd.
In de eerste jaren waren de verdiepingen 12 tot en met 16 van Asserpark als proef uitsluitend voor vrouwelijke studenten bestemd, terwijl daaronder alleen mannelijke studenten woonden. Later werd een geslaagde proef met gemengde "afdelingen" gehouden. In juni 1999 werd het 30-jarig bestaan groots gevierd, waarbij ook een jubileumpublicatie verscheen. Asserpark onderging in 1988 groot onderhoud, waarbij de flat in fasen ontruimd werd. Bij deze verbouwing werd aan de A- en B-vleugels onder meer een berging toegevoegd, werden er volwaardige keukens gebouwd en kregen de afdelingen meerdere douches.
Bornsesteeg is met 20 verdiepingen de hoogste sterflat en het hoogste woongebouw van Wageningen. Elke vleugel kent per verdieping 10 of 11 kamers, in grootte variërend tussen de 12 en 17 vierkante meter. De flat kent in tegenstelling tot Asserpark en Hoevestein ook kamers met eigen voorzieningen. In totaal kunnen er 600 studenten wonen. Aanvankelijk was de flat bedoeld voor gehuwde studenten met koppelbare kamers, doch dit plan liep op niets uit.
Dijkgraaf en de reeds gesloopte Rijnsteeg hebben 18 verdiepingen en kunnen 625 studenten per flat huisvesten. De meeste afdelingen hebben 10 kamers, doch op de onderste 4 verdiepingen is door een aanbouw per afdeling ruimte voor 18 studenten. Enkele kamers in deze gebouwen hebben een beperkt aantal eigen voorzieningen, zoals een keukentje.
Een gedeelte van de woonruimte is ingericht tot exclusieve woonruimte voor internationale studenten van Wageningen University & Research. Met name in de Bornsesteeg is voor hen veel ruimte vrijgemaakt. Asserpark kent een aantal 'afdelingen', waar uitsluitend Chinezen gehuisvest worden.

## Communicatie vanaf de flats
Reeds in 1995 waren er plannen van de Stichting Sociale Huisvesting Wageningen voor het voorzien van de sterflats van een internetaansluiting. Het jaar erop bestond een plan voor internet via de tv-kabel. In beide gevallen was een spoedige uitvoering voorzien, doch het is onduidelijk in welke omvang een en ander naast complexen aan de Haarweg en Marijkeweg ook op de sterflats is gerealiseerd. Pas in 2001 werden uiteindelijk alle kamers op de sterflats verbonden met het netwerk van de universiteit. Sindsdien is het voor alle studenten mogelijk om vanuit hun kamers het internet op te gaan. Het bellen via Voice over IP kende in 2003 grote aanloopproblemen.

## Kroegen

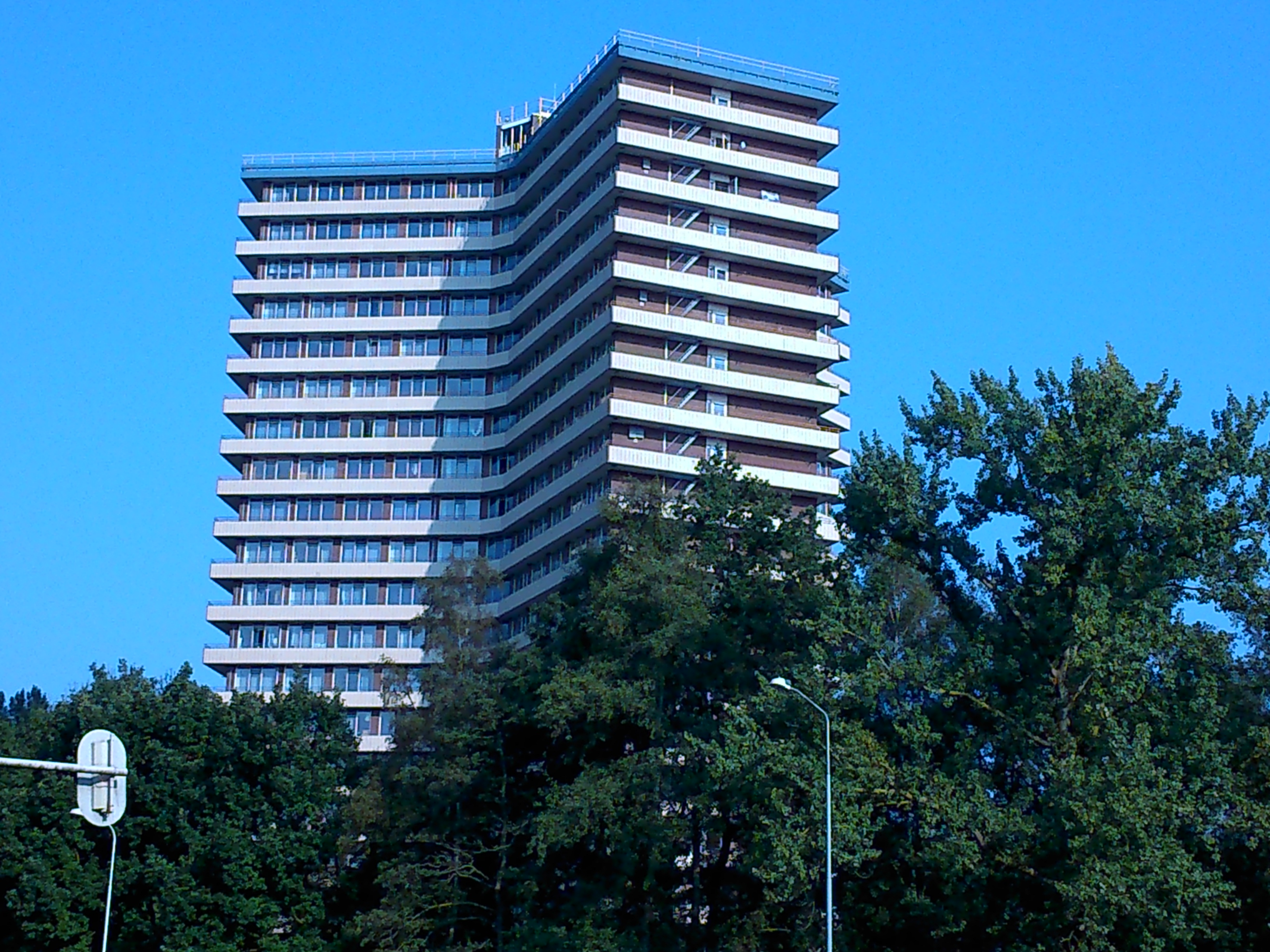
Foto van Dijkgraaf uit september 2014

Elk van de vijf studenten-sterflats heeft of had een eigen flatkroeg, draaiende gehouden door vrijwilligers uit de flat. Eerder waren dit veelal algemene recreatieruimten. In Asserpark kan men sinds 1989 Annie's kroeg bezoeken, genoemd naar de voormalige schoonmaakster van de flat, Annie van Brakel. De donderdagavond is vanouds de vaste kroegavond van Annie's, wanneer zij ook mensen van buiten de flat trekt. Eerder waren in deze ruimte een supermarkt en een wasserette gevestigd. in 2023 is Annies kroeg gesloten. Hier is nu een zogenaamde 'common room' gevestigd.
Hoevestein kent De Woeste Hoeve, terwijl we op de begane grond van de Dijkgraaf De Bunker vinden. Onder de afgebroken sterflat Rijnsteeg bevond zich de kroeg Beneden. In de Bornsesteeg bevond zich Borney's (tot omstreeks 2000 De Poef), maar deze kroeg is in 2009 gesloten.

## Brand
- Op 22 juni 2007 brak door blikseminslag brand uit op het dak van de sterflat Hoevestein. Ontploffende gasflessen en brandblussers zorgden voor steekvlammen van minstens 20 meter hoog. Brokstukken van de gasflessen landden 300 meter verderop. Er vielen geen gewonden. De bewoners kregen gedurende enkele weken elders onderdak.[12][13]
- Op 16 oktober 2010 woedde brand in de fietsenkelder van de sterflat Asserpark. Een aantal bewoners van de flat verliet de flat, alhoewel de brandweer geen noodzaak tot ontruiming zag. Er vielen geen doden of gewonden.[14]
- Op 27 maart 2012 werd een deel van de sterflat Dijkgraaf geëvacueerd in verband met een uitslaande brand in een studentenkamer op de vierde verdieping. De bewoonster van de kamer raakte gewond. Bewoners van negen andere kamers kregen tijdelijk elders onderdak.[15]

## Afbeeldingen

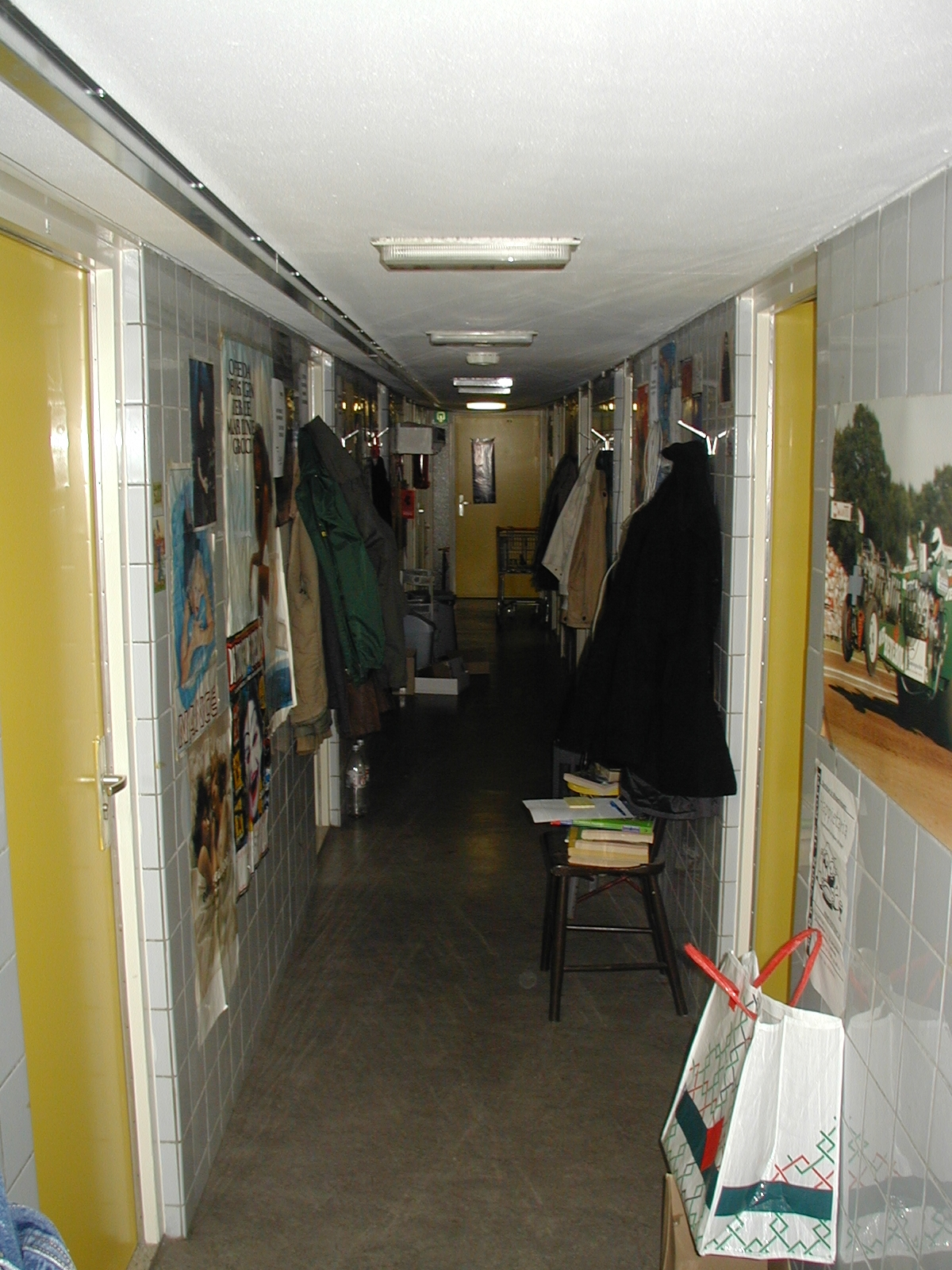
De gang van afdeling 15a van studentenflat Asserpark, 24 oktober 2003.
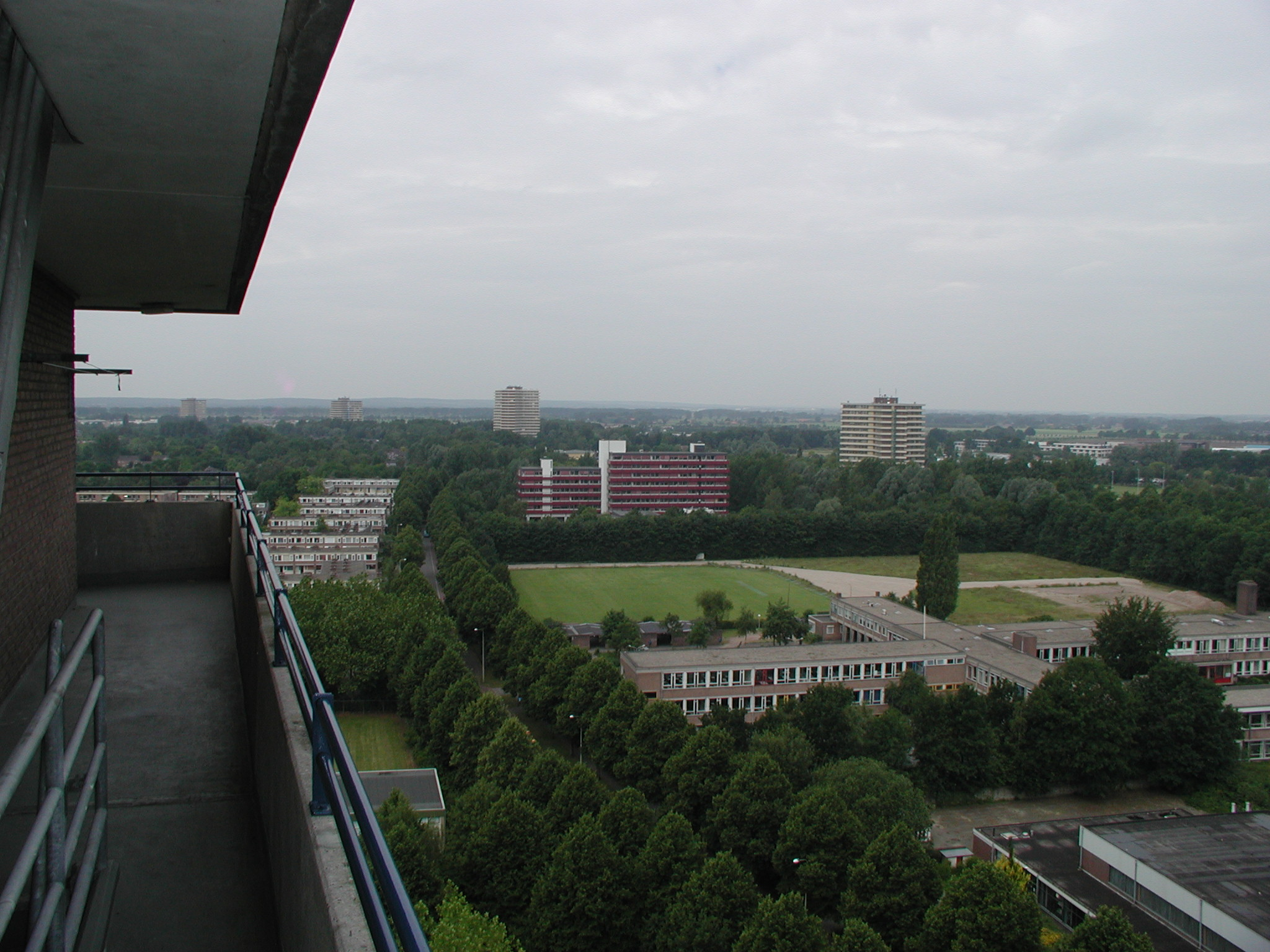
De Wageningse sterflats voor studenten, van achter naar voor Rijnsteeg, Dijkgraaf, Bornsesteeg en Hoevestein. De foto werd in juni 2002 genomen vanaf de 15e verdieping van de oudste en meest oostelijk gelegen sterflat, Asserpark.
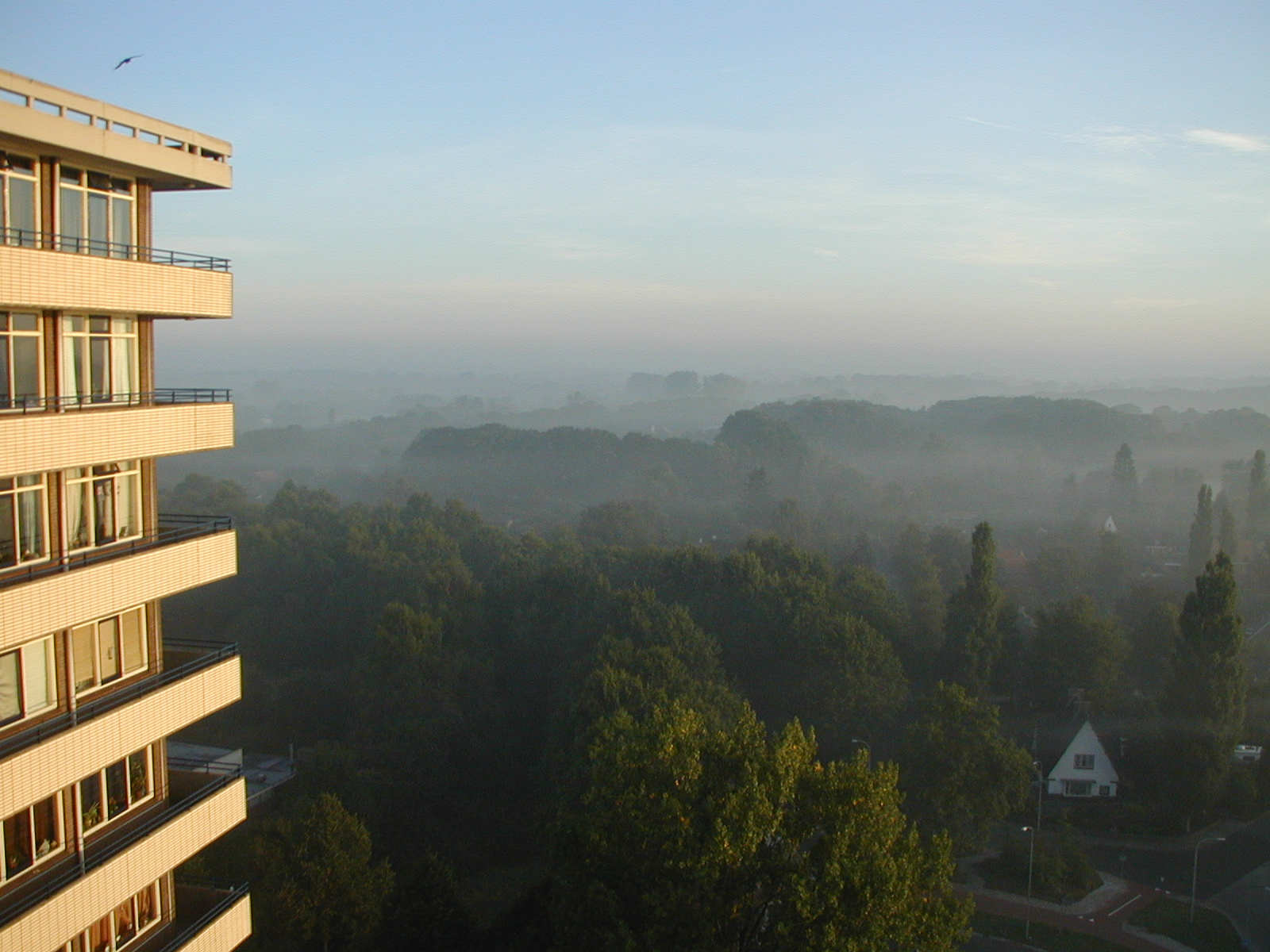
Zicht vanaf de sterflat Asserpark richting het noordoosten tijdens mist, 9 september 2003.